# Lookout Mountain (Tennessee)
Lookout Mountain es un pueblo ubicado en el condado de Hamilton en el estado estadounidense de Tennessee. En el Censo de 2010 tenía una población de 1832 habitantes y una densidad poblacional de 562,27 personas por km².

## Geografía
Lookout Mountain se encuentra ubicado en las coordenadas 34°59′40″N 85°21′4″O / 34.99444, -85.35111. Según la Oficina del Censo de los Estados Unidos, Lookout Mountain tiene una superficie total de 3.26 km², de la cual 3.26 km² corresponden a tierra firme y (0%) 0 km² es agua.

## Demografía
Según el censo de 2010, había 1832 personas residiendo en Lookout Mountain. La densidad de población era de 562,27 hab./km². De los 1832 habitantes, Lookout Mountain estaba compuesto por el 96.72% blancos, el 1.2% eran afroamericanos, el 0.11% eran amerindios, el 0.87% eran asiáticos, el 0% eran isleños del Pacífico, el 0.05% eran de otras razas y el 1.04% pertenecían a dos o más razas. Del total de la población el 0.66% eran hispanos o latinos de cualquier raza.